# Hesketh Hesketh-Prichard
Hesketh Hesketh-Prichard DSO, MC (ur. 17 listopada 1876 w Jhansi, zm. 14 czerwca 1922 w Gorhambury) – brytyjski dowódca wojskowy, major British Army, pomysłodawca wykorzystania snajperów w brytyjskiej armii; myśliwy, krykiecista, pisarz i podróżnik.

## Życiorys
Urodził się 17 listopada 1876 roku w Jhansi w stanie Uttar Pradesh w Indiach. Był znany jako myśliwy, czasem określany jako jeden z najlepszych strzelców świata. Pasjonował się także krykietem, w latach 1899–1913 występował w drużynie Hampshire.

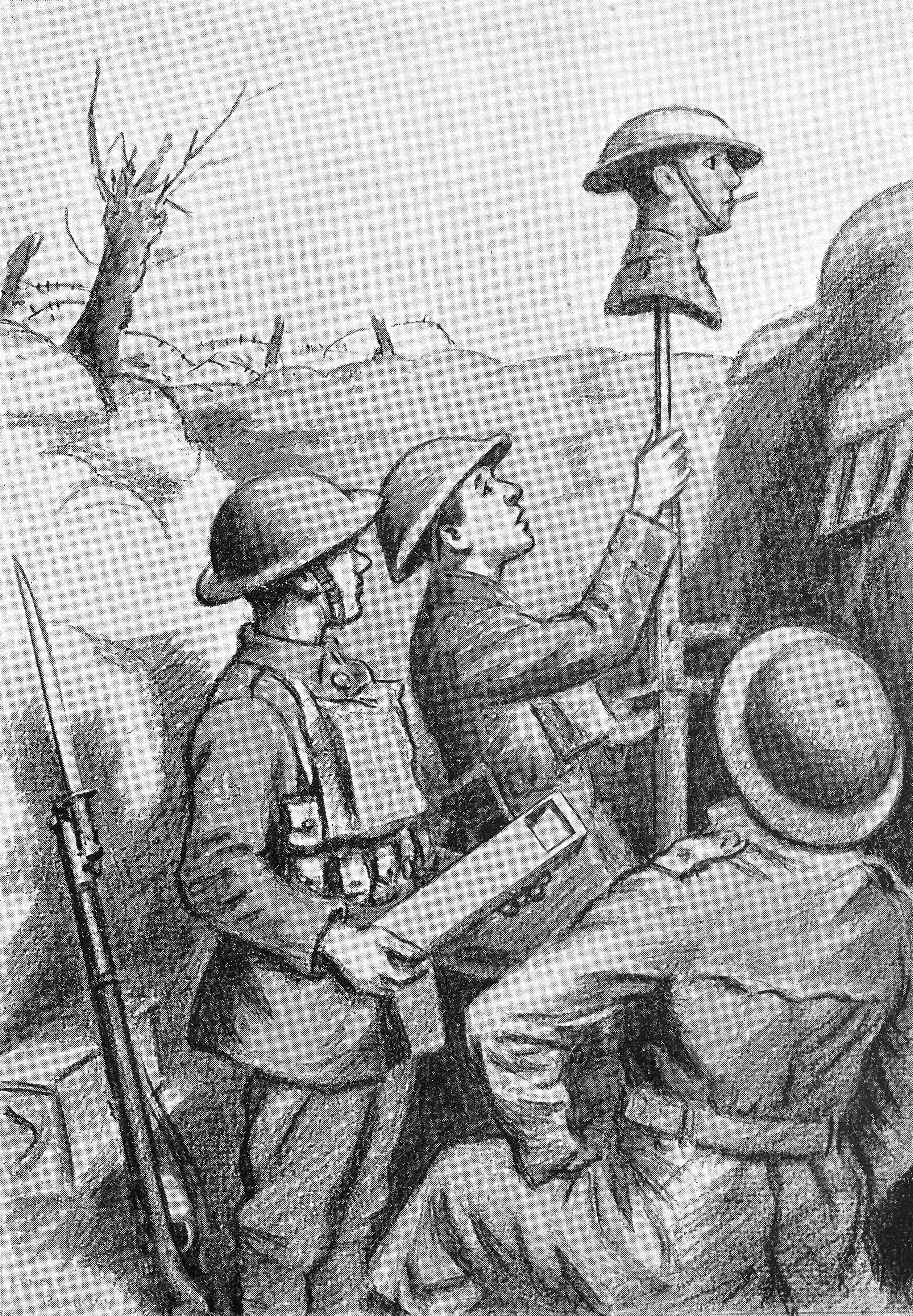
Żołnierze wystawiający z okopu sztuczną głowę

W prasie przedstawiał opisy swoich podróży oraz publikował beletrystykę. Jest m.in. autorem powieści Don Q, którą napisał wspólnie z matką i opublikował w 1904 roku. W 1925 roku Douglas Fairbanks sfilmował powieść jako Don Q, Son of Zorro.
W czasie I wojny światowej trafił do brytyjskiej 3 Armii stacjonującej we Francji, gdzie służył jako obserwator ministerstwa wojny. Na miejscu spotkał się z problemem jaki sprawiali niemieccy snajperzy, nękający brytyjskich żołnierzy. Z powodu ataków snajperów, Brytyjczycy dziennie tracili przeciętnie pięciu żołnierzy.
W celu zmniejszenia strat w ludziach Hesketh-Prichard zaproponował rozwiązanie problemu poprzez wykonanie sztucznych głów w hełmach, które umieszczano na długim kiju. Na podstawie toru lotu kuli przelatującej przez głowę manekina ustalano przybliżoną lokalizację niemieckiego snajpera i kierowano na niego ogień artyleryjski.
Ponadto Hesketh-Prichard zaczął namawiać dowództwo do wyszkolenia własnych snajperów. W sierpniu 1916 roku powstała w Linghem we Francji akademia szkoląca snajperów na kursie o nazwie Pierwsza Wojskowa Szkoła Strzelectwa Wyborowego, Obserwacji i Skautingu.
W uznaniu zasług wojennych i za współpracę z Portugalskim Korpusem Ekspedycyjnym (Corpo Expedicionário Português – CEP), w 1919 został odznaczony przez prezydenta Portugalii Komandorią Orderu Wojskowego Aviz.
W 1920 roku opublikował swoje wspomnienia z czasów wojny – Sniping in France.
Zmarł 14 czerwca 1922 roku w Gorhambury w hrabstwie Hertfordshire na bakteriemię, której nabawił się w czasie wojny.

## Odznaczenia
- Distinguished Service Order (1918, Wielka Brytania)[2][5]
- Military Cross (1916, Wielka Brytania)[2][6]
- Komandor Wojskowego Orderu Aviz (1919, Portugalia)[4]